# Caju (Río de Janeiro)
Caju es un barrio de la Zona Central de Río de Janeiro, en Brasil. Su ocupación comenzó a mediados de 1800 y hoy hace parte del Puerto de Río de Janeiro. Entre 1830 y 1940 fue un barrio noble, pero hoy día tiene características de un barrio proletario. Limita con los barrios San Cristóbal, Vasco da Gamma, Benfica, Santo Cristo, Marea y Manguinhos. Es conocido por albergar la parte más importante del puerto, el puente Presidente Costa y Silva, el Hospital Provincial de Ortopedia, el Memorial de Carmo, el cementerio San Francisco Xavier, el Museo de la Limpieza Urbana, varias áreas militares y una gran cantidad de astilleros.

## Historia
En Caju se encuentra la Quinta donde el rey tomaba baño. Se le conoce como Casa de Baños de Juan VI y abriga actualmente el Museo de la Limpieza Urbana.
Según el cronista Charles Julius Dunlop, autor del libro Rio Antigo: "Era una región muy bella, de playas con arenas blancas y agua cristalina, donde no era rara la visión del fondo de la Bahía, teniendo cómo habitantes comunes los camarones, caballos-marinos, sardinas e incluso ballenas".
Aproximadamente al frente de la Punta del Caju (actual calle Monseñor Manuel Gomes), el proveedor de la Santa Casa de Misericordia José Clemente Pereira instaló en 1839 el primer Cementerio de Río de Janeiro para indigentes, hasta entonces enterrados en el cementerio viejo de la calle Santa Lucía. Allí se estaba construyendo el nuevo hospital de la Santa Casa (que existe en la actualidad).
A partir de 1851 la Santa Casa, inauguraría el primero de los cementerios públicos de la ciudad, en terrenos de la antigua Hacienda Murundu, de Baltazar Pinto de los Reyes, cuya residencia principal se transformaría en 1855 en una enfermería para los pobres, punto de partida para el Hospital de Nuestra Señora del Socorro (existe en la actualidad). El actual complejo de cementerios incluye el Cementerio Comunal Israelí.
El 11 de noviembre de 1892, el entonces presidente Campos Sales inauguró el nuevo Arsenal de Guerra . En 1890, el vizconde Ferreira de Almeida construyó su Casa de Retiro para la Vejez Desamparada en el morro de la Quinta de Caju. En la calle Carlos Seidl se inauguró en 1890 el hospital de San Sebastián, el primero de aislamiento de Río de Janeiro.
A principios del siglo XX se realizaron obras de ganancias de tierra al mar (los aterros). La antigua Playa de San Cristóbal se convirtió en las actuales calle San Cristóbal, Plaza Presidente Seve, calle de la Igrejinha y calle Monseñor Manuel Gomes. Por su parte, la playa de Caju pasaba por la calle Monseñor Manuel Gomes (la "calle de los cementerios") y terminaba en la calle homónima.